# August Potocki (1847–1905)
August Potocki herbu Pilawa (ur. 24 grudnia 1847 w Krakowie, zm. 3 czerwca 1905 w Warszawie) — hrabia, polski działacz społeczny i rolniczy.

## Życiorys
Był wnukiem Aleksandra Stanisława Potockiego, synem Maurycego Eustachego Potockiego. Kształcił się na wydziale prawa Szkoły Głównej w Warszawie. Wówczas zainteresował się rolnictwem i hodowlą. Dziedzic Jabłonny, Zatora i Woli Starogrodzkiej. Pionier sportu wyścigowego. Do końca życia wiceprezesem Towarzystwa Wyścigów Konnych. Działał na rzecz rolnictwa np. w zakresie wystaw i konkursów. Udoskonalał gospodarstwo stawowe w Zatorze, które pod kierownictwem Michała Naimskiego i doprowadzeniu kanału z Wieprzówki, stał się największym tego typu gospodarstwem w kraju. 20 maja 1905 otrzymał tytuł członka honorowego Krajowego Towarzystwa Rybackiego. Birbant warszawski (popularny hrabia Gucio). Ojciec Maurycego Stanisława.
Mianowany rosyjskim kamerjunkrem w 1881 i szambelanem w 1900.